# Homesick (A Day to Remember)
Homesick è il terzo album in studio del gruppo musicale statunitense A Day to Remember, pubblicato il 2 febbraio 2009 in Europa e il 3 febbraio negli Stati Uniti dalla Victory Records.

## Descrizione
Il 27 ottobre 2009 è stata pubblicata una edizione speciale del disco con due tracce bonus. Successivamente è stata pubblicata un'edizione speciale deluxe, comprendente sia il CD in edizione speciale che un DVD contenente un concerto della band in Svizzera.
È stato il primo album della band a entrare nella Billboard 200, arrivando alla 21ª posizione. Il brano If It Means a Lot to You, uno dei più celebri della band, nel febbraio 2014 ha raggiunto la somma di 500 000 download nei soli Stati Uniti, ottenendo la certificazione di disco d'oro pur non essendo mai estratto come singolo, mentre nel Regno Unito viene certificato disco d'argento. Nel 2015 anche il singolo The Downfall of Us All ottiene il disco d'oro negli Stati Uniti, e l'album stesso ha ricevuto il disco d'argento nel Regno Unito per le 60 000 copie vendute, raddoppiandole entro il 2022 e ottenendo la certificazione di disco d'oro. Nel 2016 l'album viene certificato disco d'oro anche negli Stati Uniti. Anche il brano I'm Made of Wax, Larry, What Are You Made Of?, presente come brano scaricabile nel videogioco Rock Band, viene certificato disco d'oro negli Stati Uniti per le numerose copie digitali vendute.
È stato inserito alla nona posizione nella lista dei migliori 50 album pop punk di sempre secondo la rivista britannica Kerrang!.

## Tracce
Testi di Jeremy McKinnon, eccetto dove indicato; musiche degli A Day to Remember.
1. The Downfall of Us All – 3:26
2. My Life for Hire – 3:33
3. I'm Made of Wax, Larry, What Are You Made Of? (feat. Mike Hranica) – 3:00
4. NJ Legion Iced Tea – 3:31
5. Mr. Highway's Thinking About the End – 4:15
6. Have Faith in Me – 3:08 (Jeremy McKinnon, Jason Lancaster)
7. Welcome to the Family (feat. Vincent Bennett) – 3:00
8. Homesick – 3:56
9. Holdin' It Down for the Underground – 3:23
10. You Already Know What You Are – 1:27
11. Another Song About the Weekend – 3:45
12. If It Means a Lot to You (feat. Sierra Kusterbeck) – 4:03

Tracce bonus nella Special Edition
1. Homesick (Acoustic) – 4:07
2. Another Song About the Weekend (Acoustic) – 3:42

DVD nella Deluxe Special Edition
1. The Downfall of Us All (Live in Switzerland) – 3:55
2. Fast Forward to 2012 (Live in Switzerland) – 1:46
3. My Life for Hire (Live in Switzerland) – 3:37
4. The Danger in Starting a Fire (Live in Switzerland) – 3:56
5. Mr. Highway's Thinking About the End (Live in Switzerland) – 3:58
6. I'm Made of Wax, Larry, What Are You Made Of? (Live in Switzerland) – 3:20
7. A Shot in the Dark (Live in Switzerland) – 4:23
8. You Should Have Killed Me When You Had the Chance (Live in Switzerland) – 3:39
9. The Plot to Bomb the Panhandle (Live in Switzerland) – 4:44

## Formazione
A Day to Remember
- Jeremy McKinnon – voce
- Tom Denney – chitarra solista, voce secondaria
- Neil Westfall – chitarra ritmica
- Joshua Woodard – basso
- Alex Shellnutt – batteria, percussioni

Altri musicisti
- Mike Hranica – voce in I'm Made of Wax, Larry What Are You Made of?
- Vincent Bennett – voce in Welcome to the Family
- Sierra Kusterbeck – voce in If It Means a Lot to You
- Dave Guynn – armonica in If It Means a Lot to You

Produzione
- A Day to Remember – produzione, direzione artistica
- Chad Gilbert – produzione
- Andrew Wade – preproduzione
- Chris Rubey – preproduzione
- Jason Lancaster – preproduzione in Have Faith in Me
- Adam Dutkiewicz – mixaggio
- Alan Douches – masterizzazione
- Dan Mumford – copertina
- Gage Young – fotografia

## Classifiche
| Classifica (2009)         | Posizione massima |
| ------------------------- | ----------------- |
| Regno Unito               | 165               |
| Stati Uniti               | 21                |
| Stati Uniti (alternative) | 5                 |
| Stati Uniti (hard rock)   | 2                 |
| Stati Uniti (rock)        | 7                 |
| Stati Uniti (independent) | 1                 |

| Classifica di fine anno (2009) | Posizione |
| ------------------------------ | --------- |
| Stati Uniti (hard rock)        | 50        |
| Stati Uniti (independent)      | 17        |